# Arjen Livyns
Arjen Livyns (1 september 1994) is een Belgisch wielrenner die sinds 2023 voor Lotto Dstny rijdt.

## Carrière
In mei 2017 werd Livyns, achter Bram Welten, tweede in de Grand Prix Criquielion. Drie maanden later reed hij naar de derde plaats in de door Arvid de Kleijn gewonnen Antwerpse Havenpijl. Door zijn regelmatige uitslagen in de Lotto-Topcompetitie won hij dat jaar dit eindklassement.
In 2018 maakte Livyns de overstap naar BEAT Cycling Club, maar verliet dit team in maart om prof te worden bij Veranda's Willems-Crelan. Hij won in 2019 de GP Briek Schotte, zijn eerste overwinning als prof.

## Resultaten in voornaamste wedstrijden
| Jaar | Ronde van Italië | Ronde van Frankrijk | Ronde van Spanje |
| ---- | ---------------- | ------------------- | ---------------- |
| 2019 |                  |                     |                  |
| 2020 |                  |                     |                  |
| 2021 |                  |                     |                  |
| 2022 |                  |                     |                  |
| 2023 |                  |                     |                  |
| 2024 |                  |                     | 91e              |
| 2025 |                  |                     |                  |

| Jaar | Milaan-San Remo | Gent-Wevelgem | Ronde van Vlaanderen | Parijs-Roubaix | Amstel Gold Race | Luik-Bast.‑Luik | Brabantse Pijl |  | Wereldranglijsten |
| ---- | --------------- | ------------- | -------------------- | -------------- | ---------------- | --------------- | -------------- |  | ----------------- |
| 2019 |                 |               |                      |                |                  |                 | 84e            |  | 708e (UWR)        |
| 2020 |                 |               | 29e                  |                |                  | 73e             | 15e            |  |                   |
| 2021 |                 |               | 31e                  | 64e            | opgave           |                 | 63e            |  |                   |
| 2022 |                 | 18e           | 32e                  | 89e            |                  |                 | opgave         |  |                   |
| 2023 |                 |               | 35e                  |                | 71e              |                 | opgave         |  |                   |
| 2024 |                 |               |                      |                |                  |                 |                |  |                   |
| 2025 | 25e             | 42e           | 34e                  |                | 77e              | opgave          | 24e            |  |                   |

## Ploegen
- 2016 –  Veranda's Willems Cycling Team (stagiair vanaf 27-7)
- 2017 –  Pauwels Sauzen-Vastgoedservice Continental Team
- 2017 –  Veranda's Willems-Crelan (stagiair vanaf 28-7)
- 2018 –  BEAT Cycling Club (tot 28-2)
- 2018 –  Veranda's Willems-Crelan (vanaf 1-3)
- 2019 –  Roompot-Charles
- 2020 –  Bingoal-Wallonie Bruxelles
- 2021 –  Bingoal Pauwels Sauces WB
- 2022 –  Bingoal Pauwels Sauces WB
- 2023 –  Lotto Dstny
- 2024 –  Lotto Dstny
- 2025 –  Lotto

Bille · Cordeel · De Bondt · Devolder · Dupont · Duijn · Godrie · Goolaerts · Jaspers · Kruopis · Merlier · Prémont · van Aert · Van Breussegem · Van Zummeren · Vergaerde · Livyns (stagiair) · Teugels (stagiair)
Abraham · Desale · Havik · Livyns · Maas · Mengoulas · Nõmmela · Tietema · Van Dyck
De Bie · De Bondt · De Witte · Devolder · Duijn · Godrie · Goolaerts · Kruopis · Leysen · Livyns · Merlier · Steels · Tanner · van Aert · Van Breussegem · Waeytens
Asselman · Boom · De Bie · De Witte · Duijn · M. Lammertink · Leysen · Livyns · Reinders · Riesebeek · Steels · Timmermans · Van Ginneken · Van der Lijke · Van Poppel · van Schip · Van Staeyen · Weening
Castrique · De Bie · Huys · Ista · Lietaer · Livyns · Molly · Mortier · Nõmmela · Paasschens · Peyskens · Planckaert · Robeet · Six · Suter · Taminiaux · Vallée · Vanendert · L. Wirtgen · T. Wirtgen
Aniołkowski · Castrique · De Bie · Dupont · Huys · Livyns · Menten · Mertz · Molly ·Paasschens · Paquot · Peyskens · Rex · Robeet · Suter · Vallée · Vanendert · Venner · L. Wirtgen · T. Wirtgen · De Maeght (stagiair) · Desal (stagiair)
Aniołkowski · Blouwe · De Maeght · Desal · Dupont · Lauk · Livyns · Meens · Menten · Mertz · Molly ·Paasschens · Paquot · Peyskens · Rex · Robeet · Tietema (vanaf 1/2) · Tizza · Venner · Viviani (vanaf 21/3) · L. Wirtgen · T. Wirtgen · Desmarets (stagiair) · Dopchie (stagiair)
Adamietz · Beullens · Campenaerts · De Buyst · De Gendt · De Lie · Drizners · Eenkhoorn · Ewan · Frison · Grignard · Guarnieri · Kron · Livyns · Menten · Moniquet · Paasschens · Schwarzmann · Segaert (vanaf 24/2) · Selig · Sepúlveda · Slock · Sweeny · Van de Paar · Van Eetvelt · Van Gils · Van Moer · Vanhoucke (vanaf 15/8) · Vermeersch
Adamietz · Berckmoes · Beullens · Campenaerts · Currie · De Buyst · De Gendt · De Lie · Drizners · Eenkhoorn · Gregaard · Grignard · Guarnieri · Kron · Livyns · Menten · Moniquet · Paasschens · Segaert · Taminiaux · Sepúlveda · Slock · Vandenabeele · Van de Paar · Van Eetvelt · Van Gils · Van Moer · Vanhoucke · Vermeersch